# Serra Plana (les Valls de Valira)
La Serra Plana és una serra situada entre el municipi de les Valls de Valira a la comarca de l'Alt Urgell i Andorra, amb una elevació màxima de 2.279 metres.